# Derco TV
Derco TV fue un programa de televisión de Chile, dedicado a mostrar ofertas del mercado automotor, producido por el holding de empresas automotrices Derco y transmitido por los canales Gran Santiago Televisión, Andrés Bello Televisión, UCV Televisión y Vive! Deportes.

## Historia
Derco TV inició sus emisiones en 1999 a través del canal Gran Santiago Televisión, mostrando las ofertas automotrices que tenía la empresa, representando a Suzuki. En 2000 se incorporaron Renault Samsung Motors y la división de Autos Usados de Derco Ok Oportunidad al programa. En 2001 lo hizo Renault, y en 2002 hizo lo propio Mazda y la marca de maquinarias JCB. El programa en ese entonces no tenía nombre, cabecera ni cierres.
Fue polémica la incorporación en el año 2001 del concesionario Grúnwald, representante de la marca americana Chevrolet, dado que dicha marca no estaba representada en Chile por Derco sino por General Motors Chile.[cita requerida]
En octubre del año 2000 Gran Santiago Televisión pasó a denominarse Andrés Bello Televisión, y el programa pasó a manos de dicho canal, pero solo duraría tres años. En 2003 el programa abandonó Andrés Bello Televisión y pasó a ser emitido por UCV Televisión con el nombre Derco, Especial Automóviles. En este canal el programa empezó a tener más éxito y su emisión continuó por varios años, aunque con el pasar de los años el programa empezó a decaer.
En el año 2007 se incorporó también la marca china Great Wall Motors, y en 2008 las marcas Changan, JAC Motors y Geely.
En febrero de 2009 el programa abandonó UCV Televisión, por motivos desconocidos, y en marzo del mismo año pasó a ser emitido por el canal de cable Vive! Deportes, con un contenido renovado y bajo el nombre de Derco TV.

## Marcas
Las marcas que están y estuvieron presentes en el programa son:
- Suzuki (1999-presente)
- Renault (2000-presente)
- Mazda (2001-presente)
- Renault Samsung Motors (1999-2014)
- Grunwald, concesionario Chevrolet (2001-2005)
- OK Oportunidad u OK Usados (1999-2016)
- JCB y división maquinarias (2001-2006)
- Great Wall Motors (2007-presente)
- Changan (2008-presente)
- JAC Motors (2008-presente)
- Geely (2008-2016)
- Haval (2015-presente)